# Prionops retzii
L'averla piumata di Retz (Prionops retzii Wahlberg, 1856) è un uccello passeriforme della famiglia Vangidae.

## Etimologia

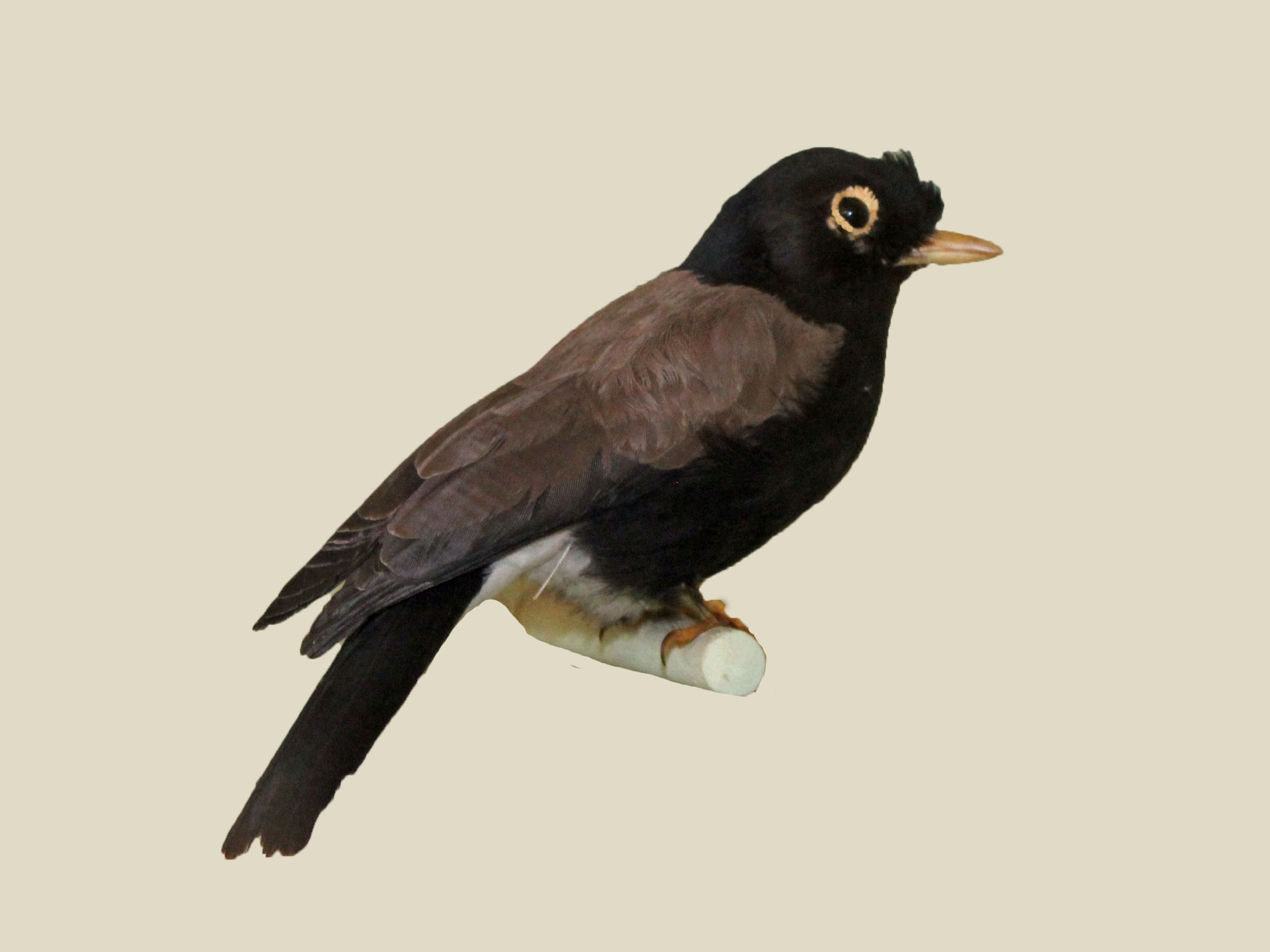
Esemplare impagliato.

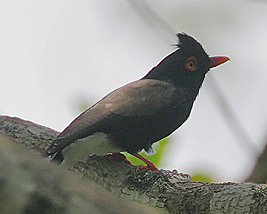
Esemplare con cresta eretta nel parco nazionale di Arabuko Sokoke.

Il nome scientifico della specie, retzii, venne scelto in omaggio ad Anders Adolf Retzius: il loro nome comune altro non è che la traduzione di quello scientifico.

## Descrizione

### Dimensioni
Misura 19–24 cm di lunghezza, per 33-61 g di peso.

### Aspetto
Si tratta di uccelli dall'aspetto robusto, muniti di grossa testa squadrata e allungata, becco conico forte e appuntito, dall'estremità ricurva verso il basso, ali arrotondate, coda mediamente lunga e dall'estremità squadrata e zampe forti e grosse, anche se non molto lunghe: nel complesso, questi animali ricordano uno strano incrocio fra un merlo indiano ed un'averla.

Sul vertice è presente il caratteristico ciuffo di piume erettili (quasi invisibile a riposo) comune a tutte le averle piumate.
Il piumaggio è nero lucido su testa, petto, fianchi, ventre e coda (quest'ultima orlata da una sottile banda di colore bianco): il dorso e le ali sono di color bruno-grigiastro (queste ultime con remiganti più scure che sfumano nel nerastro), mentre il sottocoda è di colore bianco candido.
Il becco e le zampe sono di color carnicino-rosato: gli occhi, piuttosto grandi, sono invece di colore giallo, con prominente cerchio perioculare glabro e di color carnicino-rosato anch'esso, munito di strisce trasversali gialle simili a ciglia.

## Biologia
Si tratta di uccelli diurni, che passano la maggior parte della giornata fra i cespugli o gli alberi bassi alla ricerca di cibo, cercando riparo per la notte nel folto della vegetazione verso il tramonto: piuttosto sociali, le averle piumate di Retz vivono in gruppi familiari di 6-10 individui, formati da una coppia riproduttrice e dai figli di alcune covate precedenti. I vari membri del gruppo si tengono in contatto fra loro mediante continue vocalizzazioni, che dimostrano essere molto varie (almeno 16 diverse riconosciute finora, alcune delle quali possono mostrare cambiamenti a seconda del gruppo o dell'individuo che li emettono) e composte da suoni ripetuti che spaziano da aspri ticchettii a sillabe flautate.

### Alimentazione
La dieta di questi uccelli è in massima parte insettivora, componendosi di grossi insetti (coleotteri, cavallette, cicale, farfalle), bruchi, larve ed altri invertebrati.

### Riproduzione

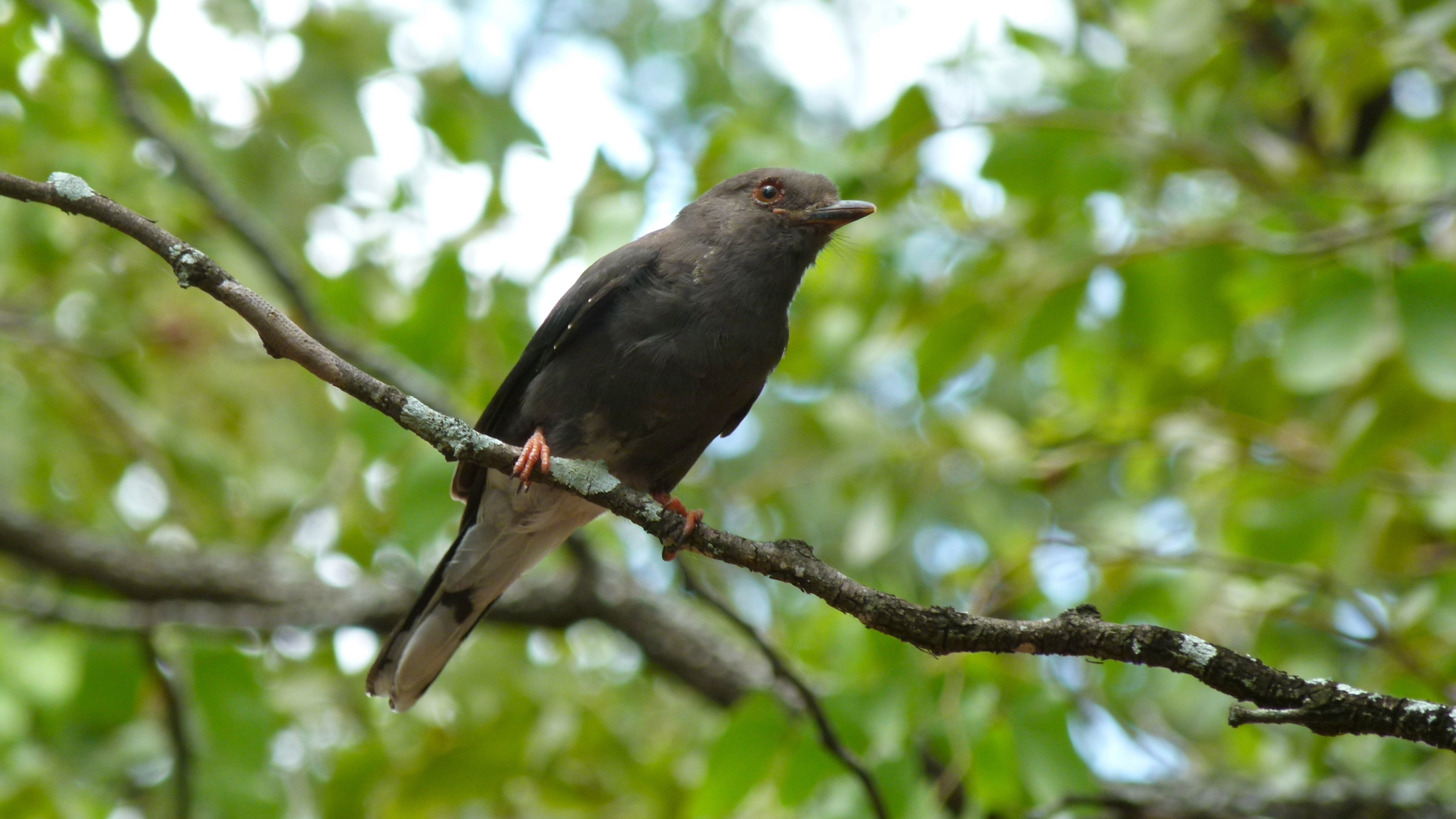
Giovane esemplare nel parco nazionale Kruger.

Il periodo riproduttivo va da gennaio a marzo in Africa orientale (con deposizioni anche in settembre) e da agosto a marzo (con picco delle deposizioni fra settembre e ottobre) in Africa meridionale.
Si tratta di uccelli rigidamente monogami: il nido è a forma di coppa e viene costruito ben nascosto nel folto di un cespuglio o verso la base dei rami bassi di un albero, intrecciando fra loro rametti e fibre vegetali e foderando l'interno con materiale più soffice, come ragnatela e foglie morte. Al suo interno, la femmina depone 2-5 uova, che essa si alterna a covare col partner e con gli altri membri del gruppo per una ventina di giorni.

I pulli schiudono ciechi ed implumi, e vengono accuditi da tutti i membri del gruppo (il quale, oltre ai genitori dei piccoli, è composto generalmente anche dai loro fratelli maggiori di covate precedenti): sebbene siano in grado d'involarsi attorno alle tre settimane di vita, i giovani rimangono presso il gruppo natio ancora per molto tempo prima di allontanarsene in maniera definitiva.

## Distribuzione e habitat

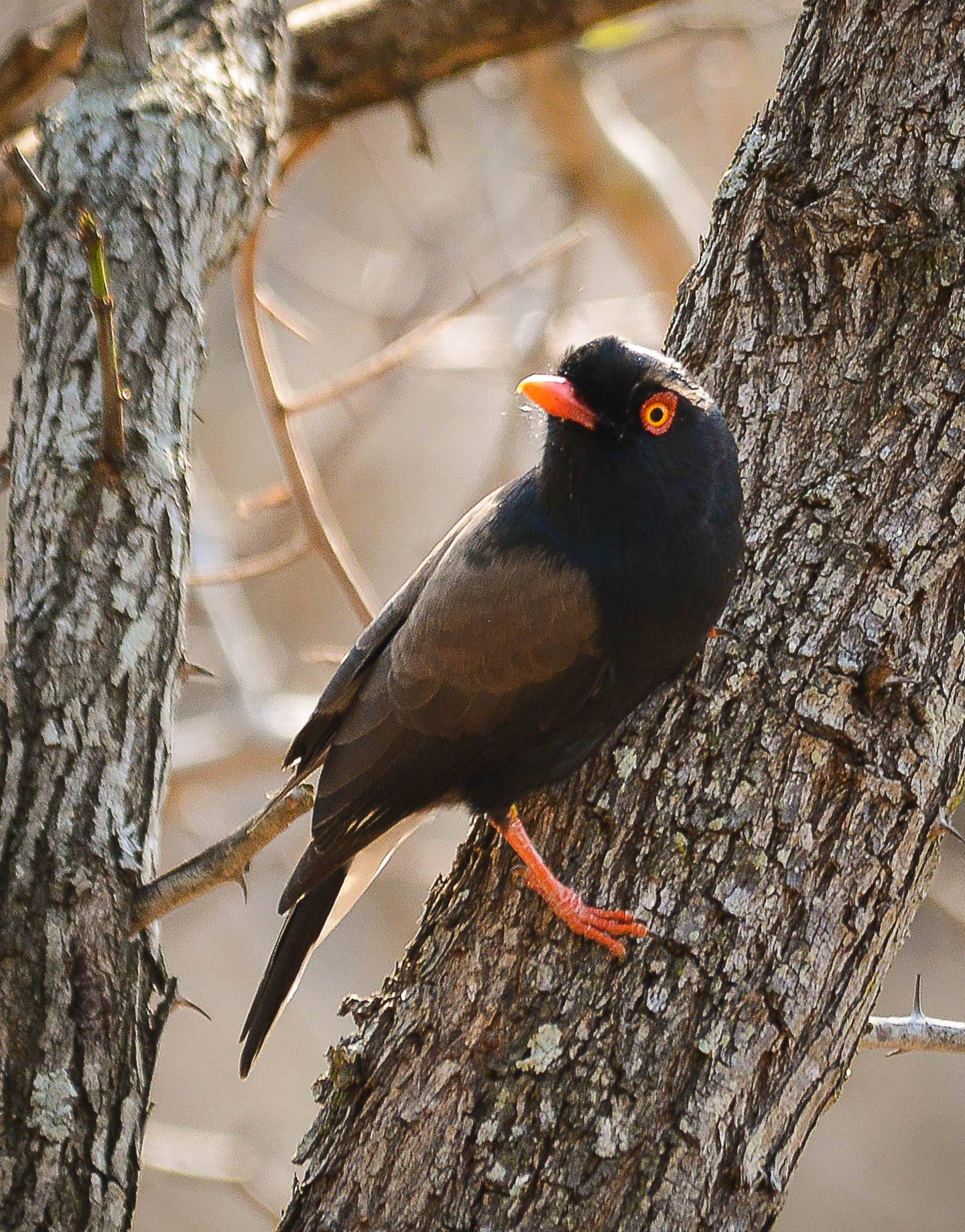
Esemplare a Komatipoort.

L'averla piumata di Retz è diffusa in un areale piuttosto ampio che abbraccia buona parte dell'Africa australe, comprendendo la Somalia meridionale, un'ampia fascia costiera di Kenya e Tanzania (della quale la specie popola anche la porzione centrale e occidentale fino alle sponde del lago Tanganica), il sud-est del Congo, il Katanga, la Zambia, l'Angola centrale e meridionale, il nord-est della Namibia, il nord e il nord-est del Botswana, lo Zimbabwe, il Malawi, il Mozambico centrale e meridionale e l'estremità nord-orientale di Sudafrica e Swaziland.
L'habitat di questi uccelli è rappresentato dal miombo e dalla savana alberata umida a prevalenza di Brachystegia e Baikiaea.

## Tassonomia
Se ne riconoscono quattro sottospecie:
- Prionops retzii retzii Wahlberg, 1856 - la sottospecie nominale, diffusa lungo il corso dell'Okavango nel sud dell'Angola (province di Huíla e Cubango) e dello Zambia, nonché nel nord di Namibia e Botswana, nello Zimbabwe e nella provincia sudafricana del Limpopo;
- Prionops retzii nigricans (Neumann; 1899) - diffusa in Angola, Zambia e Katanga;
- Prionops retzii tricolor Gray, 1864 - diffusa nella porzione sud-orientale dell'areale occupato dalla specie, dalla Tanzania occidentale al Sudafrica (province di Mpumalanga e KwaZulu-Natal);
- Prionops retzii graculinus Cabanis; 1868 - diffusa nella porzione nord-orientale dell'areale occupato dalla specie;

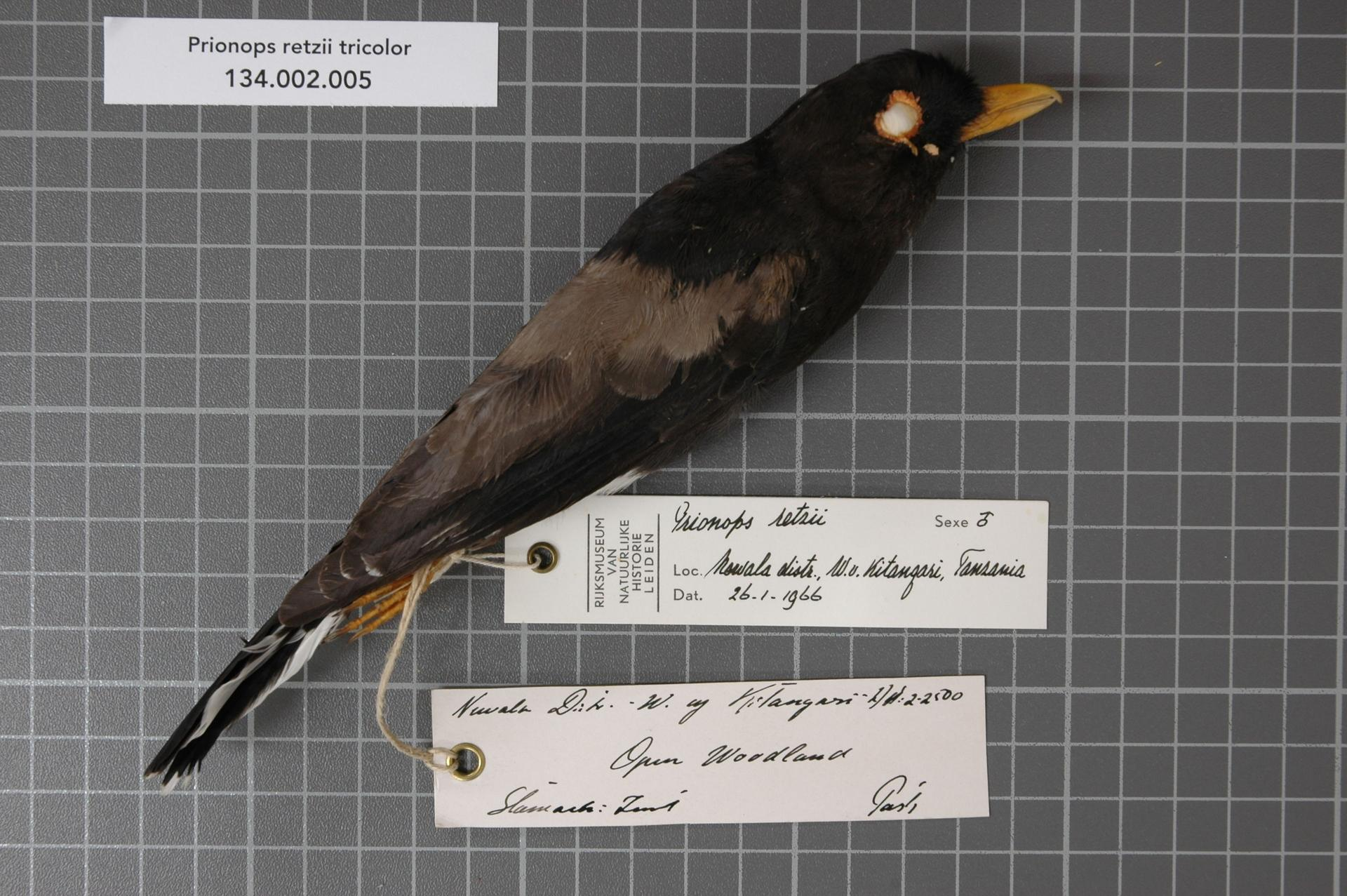
Maschio impagliato della sottospecie tricolor.
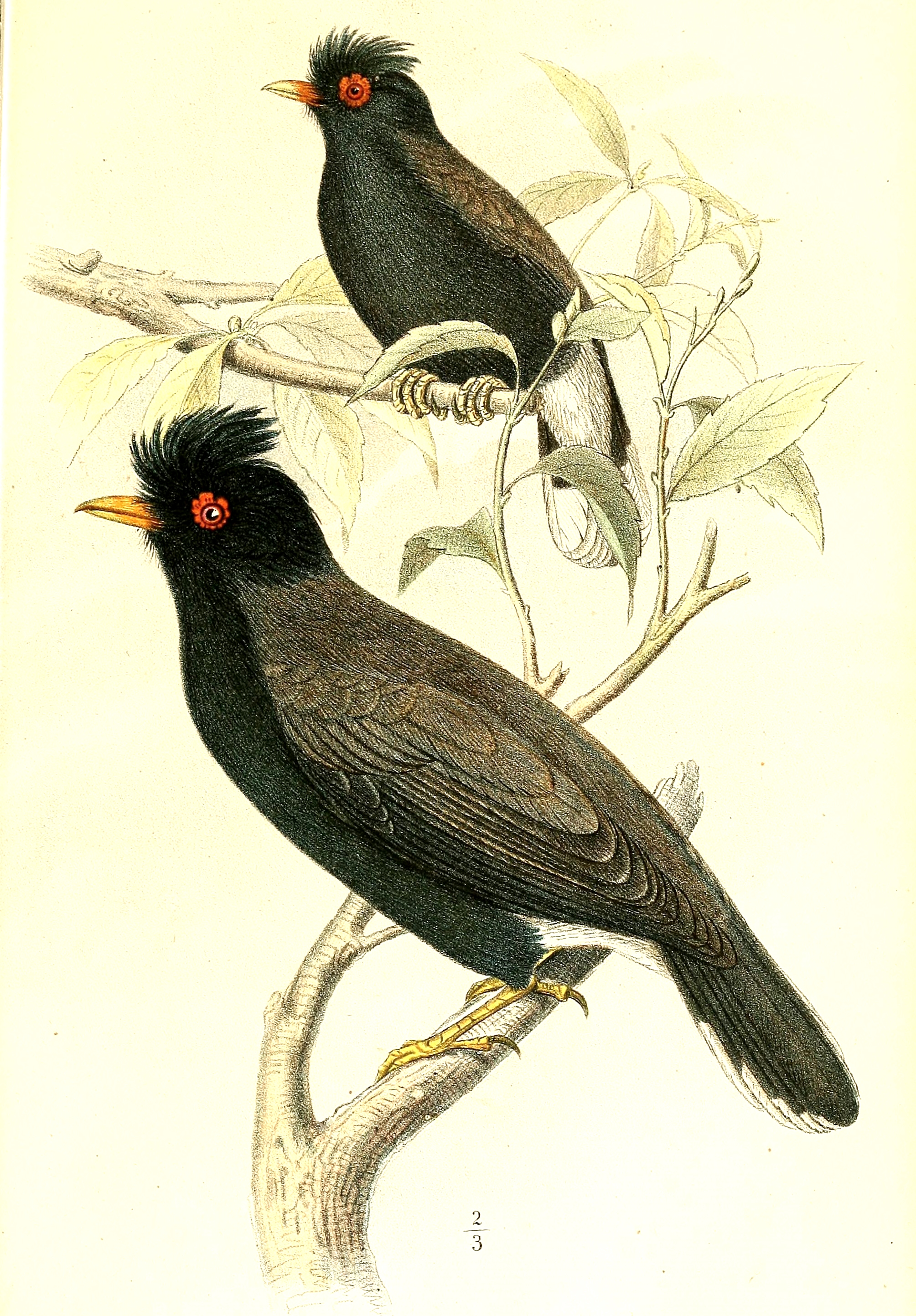
Illustrazione di due esemplari (probabilmente una coppia) della sottospecie graculinus.

Alcuni autori sarebbero propensi a considerare l'affine averla piumata dei Gabela una sottospecie dell'averla piumata di Retz, mentre altri eleverebbero al rango di sottospecie a sé stanti le popolazioni dell'area di Mwanza (attualmente parte di tricolor, col nome di P. r. intermedius) e del Medio Giuba (attualmente parte di graculinus, col nome di P. r. neumanni).